# Münzova vila
Münzova vila, nazývaná též vila Münz, je funkcionalistická stavba v Brně ve čtvrti Pisárky, dílo architekta Ernsta Wiesnera, který projektoval i vedlejší vilu Stiassni.

## Historie
Projekt rodinné vily ředitele České banky Union a perského honorárního konzula Eduarda Münze vypracoval v roce 1924 architekt Ernst Wiesner. Stavba domu byla dokončena v roce 1926. Jde o první z řady Wiesnerových projektů funkcionalistických rodinných domů a vil. Stavba se světlou fasádou, tvořená třemi různými horizontálními tělesy uspořádanými do půdorysu ve tvaru písmene L, s velkými obdélníkovými okny a dveřmi, se nachází v horní části zahrady ve svahu. Původní stavba zahrnovala rovněž výrazné štíhlé vysoké komíny svědčící o vlivu holandského neoplasticismu.

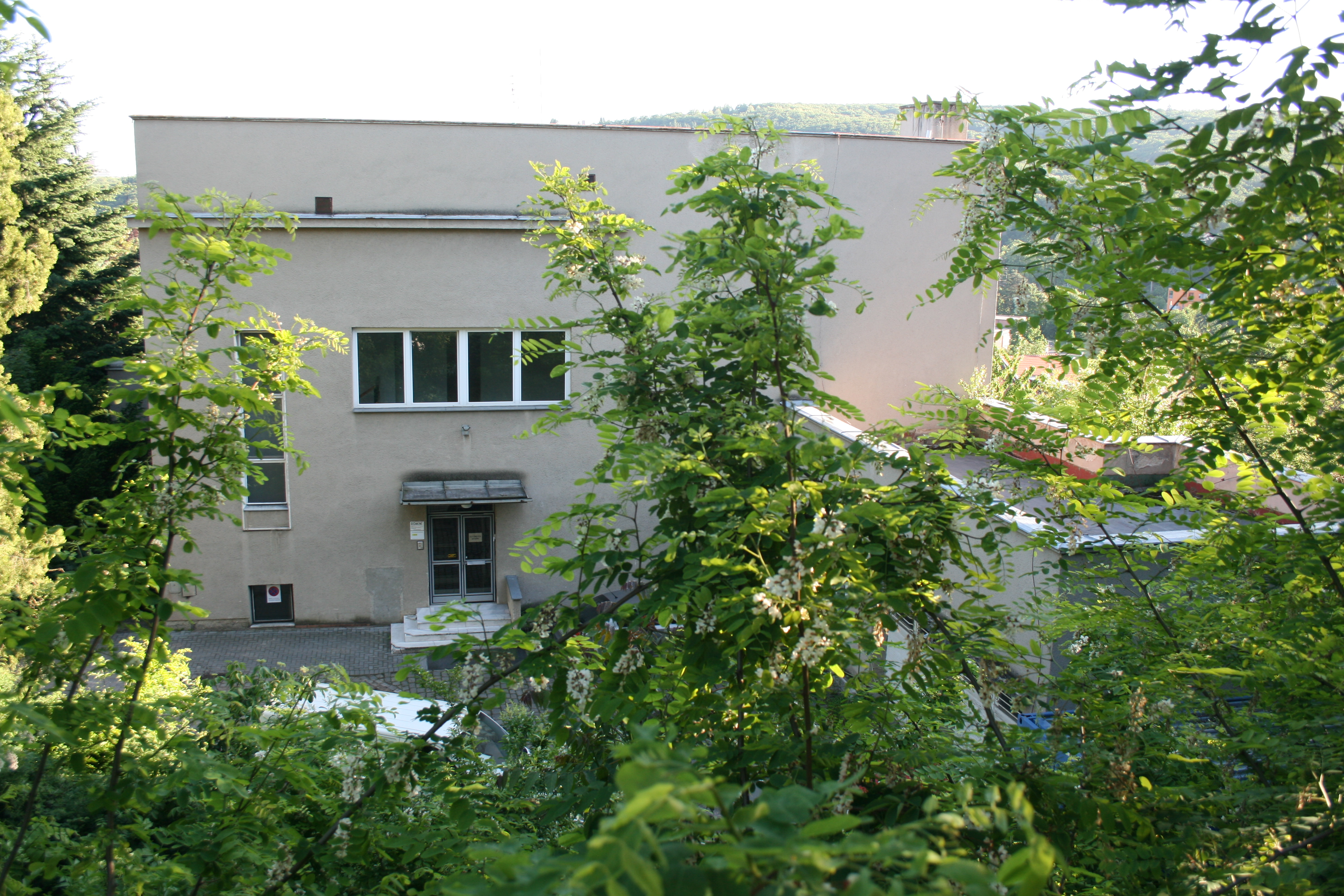
Münzova vila v roce 2010, před celkovou rekonstrukcí – pohled z ulice Hroznová

Münzova vila byla po roce 1948 znárodněna a později poškozena necitlivými úpravami, takže není zahrnuta na seznamu památek. Během 70. a 80. let 20. století v ní mělo sídlo generální ředitelství Zemědělských staveb. V 90. letech byla vrácena původním dědicům, později se stala majetkem akciové společnosti Equity Investment (v jejím čele stojí Igor Fait, který se finančně podílel i na rekonstrukci kavárny Era a provozuje Zemanovu kavárnu). Ta ji v roce 2012 začala rekonstruovat, z vily ale zbyly jen obvodové zdi a kvůli narušené statice a nově zjištěné skutečnosti, že budova nemá základy, mohla být z bezpečnostních důvodů zbořena. Nakonec byla větší část vily skutečně zbořena a místo ní postavena replika. Z původní stavby zbyly jen jednotlivé prvky jako pásové okno nebo garážová vrata. Exteriér byl obnoven dle dobových fotografií, k interiéru však nebyly fotografie k dispozici a byl vytvořen na základě srovnání s jinými Wiesnerovými stavbami. Rekonstrukce, za níž stojí architekti Rusín, Shromáždilová, Šrom a Wahla z ateliéru RAW, byla dokončena na podzim 2014. Nakonec byla o třetinu nákladnější než původní plán. Současná podoba zahrady vznikla podle projektu krajinářského architekta Ivara Otruby.